# Hetland (Dakota du Sud)
Pour les articles homonymes, voir Hetland.
Hetland est une municipalité américaine située dans le comté de Kingsbury, dans l'État du Dakota du Sud.
La localité est fondée en 1879 sous le nom de Felton, en l'honneur de A. J. Felton du North Western Railroad. Le nom de Felton étant déjà pris par une autre communauté du Dakota, la localité est renommée en l'honneur de John Hetland, premier propriétaire des lieux, assassiné l'année précédente.

## Démographie
| 1900 | 1910 | 1920 | 1930 | 1940 | 1950 |
| ---- | ---- | ---- | ---- | ---- | ---- |
| 162  | 223  | 248  | 250  | 199  | 123  |

| 1960 | 1970 | 1980 | 1990 | 2000 | 2010 |
| ---- | ---- | ---- | ---- | ---- | ---- |
| 107  | 81   | 66   | 53   | 43   | 46   |

Selon le recensement de 2010, Hetland compte 46 habitants. La municipalité s'étend sur 0,11 milles carrés (0,28 km2).